# Мішель Чосудовський
Мішель Чосудовський — канадський економіст. Закінчив університет в Манчестері та отрамав ступінь Ph.D. в університеті Північна Кароліни, США. Працює професором економіки в університеті Оттави. Північна

## Біографія
Мішель Чосудовський народився в 1946 в сім'ї вченого-економіста та дипломата ООН Євгена Чосудовського (1914–2006). Рідні по лінії батька були заможними купцями єврейського сповідання і були змушені емігрувати з Росії в 1921 внаслідок Громадянської війни. Мати Мішеля була Рейчел Салівен з протестантської сім'ї із Північної Ірландії. Все майно батьків в Радянській Росії було конфісковане, але батько зберіг «патріотичні зв'язки» з СРСР, за що пізніше отримав радянський паспорт. СРСР був зацікавлений мати свою людину в Європейській Економічній Комісії ООН.
Мішель Чосудовський є керівником Центру дослідження глобалізації. Проводив лекції на запрошення в університетах західної Європи, Латинської Америки та Південно-східної Азії, працював економічним радником в урядах країн що розвиваються та консультантом в міжнародних організаціях, таких як Програма розвитку ООН, Африканський банк розвитку, United Nations African Institute for Economic Development and Planning, Фонд населення ООН, Міжнародна організація праці, Всесвітня організація охорони здоров'я, United Nations Economic Commission for Latin America and the Caribbean.
У 1999 Чосудовський вступив в Transnational Foundation for Peace and Future Research як радник.
Чосудовський є колишнім директором канадської асоціації латиноамериканських та карибських студій. Він є членом дослідних організацій, таких як Committee on Monetary and Economic Reform, the Geopolitical Drug Watch та International People's Health Council.
Працює редактором Centre for Research on Globalization
Учасники Центру дослідження глобалізації докладають зусиль для приборкання галопування глобалізації та знесилення нового світового порядку".
Статтю Juliet Oniell про Чосудовського друкувала Ottawa Citizen.

## Праці
Майкл є частим дописувачем у Third World Resurgence та Covert Action Quarterly.
Він також є дописувачем у Encyclopaedia Britannica. Його публікації перекладено більш ніж двадцятьма мовами. [джерело?] Його остання книжка — America's «War on Terrorism».

### Про Югославію
Чосудовський has questioned the widespread notion that the Yugoslav wars were primarily motivated by ethnic or nationalist conflict. In his 1996 article «Dismantling Yugoslavia: Colonizing Bosnia», he wrote that the macroeconomic restructuring and the deep-seated economic crisis of the 1980s helped destroy Yugoslavia, but that the global media have carefully overlooked or denied the central role of Western-backed neoliberal policies in the process, and that after the war the Western powers have concentrated on debt repayment and potential energy bonanzas rather than rebuilding the economy.
He is an active member of the anti-war movement in Canada, and has written extensively on the war in Yugoslavia.[джерело?]

### Про тероризм
Після терористичного акту 11 вересня 2001 року висвітлював історичний зв'язок між урядом США Бін Ладеном та Аль-Каїдою. У Russia Today він стверджував що президент Обама а не Осама є загрозою номер 1 глобальній безпеці. У вступі до книги America's „War on Terrorism“ він написав:
Міф про „зовнішнього ворога“ та загрозу „ісламського тероризму“ були основними пунктами військової доктрини адміністрації Буша, які були використані як привід для вторгнення в Афганістан та Ірак, не згадуючи вже про обмеження громадянських свобод та конституційного правління в Америці. Без „зовнішнього ворога“ неможлива була б війна з тероризмом. 
Він також стверджував що вторгнення в Афганістан довго планувалось США та НАТО а терористичний акт 11 вересня 2001 року використано для виправдання війни.
У op-ed в Western Standard, Чосудовського назвали одним з найбожевільніших канадських професорів чиї «абсурди на голову вищі від всіх інших абсурдів.» Особливо op-ed критикувало GlobalResearch.ca як «антиамериканську та антиглобалістську організацію» та «дикі конспірологічні теорії» Чосудовського.
Стаття в Jewish Tribune також піддала критиці GlobalResearch.ca за «антісемітські конспірологічні теорії та заперечення голокосту.» В статті також йдеться про те що B'nai Brith Canada написала листа в університеті Оттави з проханням «провести власне розслідування щодо цього пропагандистського сайту.»

### Про HAARP
Чосудовський стверджує, що HAARP насправді є дієздатною зброєю масового ураження з можливістю штучно змінювати погоду, вражати системи електропостачання, змінювати магнітне поле Землі та потенційно ініціювати землетруси, вливати на здоров'я людей.

## Інтерв'ю
- Аудіо інтерв'ю: (French Connection Audio Archive [Архівовано 17 березня 2017 у Wayback Machine.])

## Лекції / презентації
- War and Globalization (Google Video)